# 日本・カナダ経済連携協定
日本・カナダ経済連携協定（にほん・カナダけいざいれんけいきょうてい、英語: Japan–Canada Economic Partnership Agreement, Japan–Canada EPA）とは、日本とカナダとの間で交渉が開始されたが交渉が中断となっている経済連携協定（EPA）。

## 概要
日加首脳会談（2010年11月9日）において、日加間の経済連携につき前向きに対処していくことで一致。
2011年2月、日加EPAの可能性に関する共同研究を開始することで一致。2011年3月から2012年1月までに計4回の共同研究会合を実施。
2012年3月7日、共同研究報告書を発表。
共同研究報告書を受け、日加首脳会談において（2012年3月25日），日加EPA交渉を開始することで一致。

## 交渉会合
- 2012年
  - 11月26日から30日まで東京において日・カナダ経済連携協定交渉第1回会合が開催された[4]。
- 2013年
  - 4月22日から26日までオタワにおいて日・カナダ経済連携協定交渉第2回会合が開催された[5]。
  - 7月8日から12日まで東京において日・カナダ経済連携協定交渉第3回会合が開催された[6]。
  - 11月12日から14日までオタワにおいて日・カナダ経済連携協定交渉第4回会合が開催された[7]。
- 2014年
  - 3月24日から28日まで東京において日・カナダ経済連携協定交渉第5回会合が開催された[8]。
  - 7月28日から31日までオタワにおいて日・カナダ経済連携協定交渉第6回会合が開催された[9]。
  - 11月17日から21日まで東京において日・カナダ経済連携協定交渉第7回会合が開催された[10]。

2014年11月の第7回交渉会合以降、交渉会合は開催されていない。日本外務省は2018年版の外交青書において「2014年11月に第7回交渉会合を行ったが、それ以降は両国ともTPP協定交渉に集中することとしたため、二国間交渉は行われていない。」との認識を表明していたが、2019年版の外交青書においては、「2014年11月までに7回交渉会合を行ってきた。」と記述を止め、中断理由についての記述は削除された。2020年版の外交青書においては「2018年12月30日、日本とカナダを含む6か国の間でTPP11協定が発効したため、現在、二国間のEPA交渉は行っていない。」との記載がされ、ふたたび交渉がされていない理由について記述がされた。2021年版及び2020年版の外交青書においては、日・カナダ経済連携協定を含む交渉中断中の協定についての記述はされていない。